# Saint-Germain-la-Montagne
Saint-Germain-la-Montagne è un comune francese di 229 abitanti situato nel dipartimento della Loira della regione dell'Alvernia-Rodano-Alpi.
Da non confondere con Saint-Germain-en-Montagne.

## Società

### Evoluzione demografica
Abitanti censiti